# مشهور الضامن
مشهور ضامن بركات (ولد في 1918 في نابلس، توفي في أكتوبر 1998 في عمّان)، هو داعية وسياسي وطني فلسطيني، أسس فرع جماعة الإخوان المسلمين في نابلس وكان من أبرز قادتها في فلسطين.

## نشأته وتعليمه
ولد في مدينة نابلس في فلسطين عام 1918 ودرس فيها، ثم انتقل في منتصف الثلاثينيات للدراسة في الأزهر الشريف، في مصر وتعرف خلال دراسته إلى السوري مصطفى السباعي الذي أسس لاحقاً جماعة الإخوان المسلمين في سورية، ونشط معه في التعريف بقضية فلسطين في كلية الشريعة في الأزهر.

## نشاطه السياسي والدعوي
خلال زيارته لمصر تعرف إلى حسن البنا وأعجب بفكره وفكر جماعته، وشارك في التظاهرات التي شهدتها مصر ضد الاحتلال البريطاني واعتقل مرة عام 1941. عاد إلى فلسطين عام 1943 وعيّن مدرساً في المدرسة الأحمدية في عكا عام 1943. وأسس عام 1946 فرعاً للإخوان المسلمين في نابلس، وظل رئيساً له حوالي عشرين عاماً، كما أسس أثناء حرب عام 1948 جمعية التضامن الخيرية في نابلس وأسهم في بناء المدارس الشرعية، وتولى منصب مفتي نابلس. تولى موقع المراقب العام للإخوان المسلمين بالنيابة سنة 1957م.
انتخب في نوفمبر عام 1962 إلى البرلمان الأردني عن مدينة نابلس، وبعد أن حلت حكومة الأردن المجلس غادر في عام 1966 إلى السعودية كخبير للخطوط العربية، وكان هذا مجال تخصصه إضافة إلى دراسته الشرعية بالأزهر.
بعد احتلال الضفة الغربية في حرب 1967 أبعدته إسرائيل إلى خارج الضفة، فاستقر في السعودية.
عاد إلى فلسطين عام 1994 بعد قيام السلطة الفلسطينية، وعاد إلى منصب مفتي نابلس.

## وفاته
توفي الشيخ مشهور الضامن في 31 أكتوبر 1998 في عمان  ودفن في مدينة السلط (مقبرة النبي يوشع) .